# جيمس ماير
جيمس ماير (بالإنجليزية: James Meyer)‏ (28 مايو 1986 سيدني أستراليا - ) هو لاعب كرة قدم أسترالي يلعب كلاعب وسط.

## روابط خارجية
- جيمس ماير على موقع قاعدة بيانات كرة القدم.إي يو (الإنجليزية)
- جيمس ماير على موقع Soccerway.com (الإنجليزية)